# Суржинцы
Суржинцы (укр. Суржинці) — село в Каменец-Подольском районе Хмельницкой области Украины.
Население по переписи 2001 года составляло 39 человек. Почтовый индекс — 32354. Телефонный код — 3849. Занимает площадь 0,377 км².
Близ села Суржинцы археологи обнаружили каменного языческого идола. На суржинецком идоле обнаружены следы борьбы христианства с язычеством в виде многочисленных больших и маленьких крестов, вырезанных по всей фигуре.

## Местный совет
32354, Хмельницкая обл., Каменец-Подольский р-н, с. Кульчиевцы